# Patrimoine juif des régions du centre, partie ouest

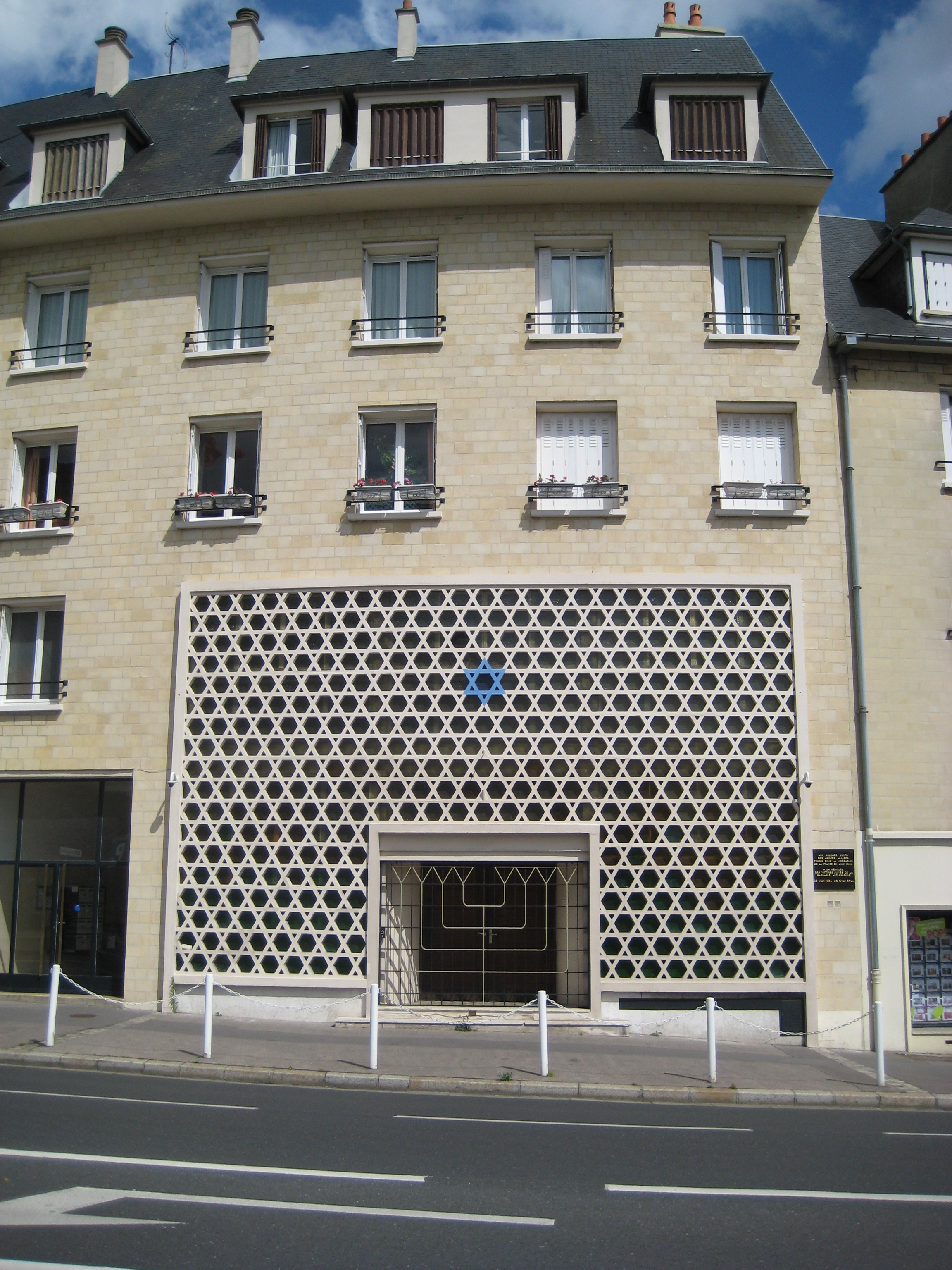
Synagogue de Caen, construite en 1966 grâce aux fonds de l'American Jewish Joint Distribution Committee.

Inventaire du patrimoine juif des régions du centre, partie Ouest : Bretagne ; Centre-Val-de-Loire ; Normandie ; Pays de la Loire, classé par région, départements et par lettre alphabétique de communes.
La présentation de cet inventaire s'inspire des listes de monuments historiques, incluant tous les éléments patrimoniaux ayant fait ou non l'objet d'une notice d'inventaire par les "Services régionaux de l'inventaire de chaque région administrative", que les éléments soient ou non protégés au titre des monuments historiques où qu'ils aient disparu et ait été transformés où réutilisés à d'autres fins.
Lorsqu’une communauté a complètement disparu, où n’est plus représentée que par quelques membres, la notice indique « Communauté disparue » en marge de chaque commune concernée.
Certains éléments protégés au titre des monuments historiques font parfois l'objet de deux notices distinctes : l'une établie par la Conservation régionale des monuments historiques (notices PA) et l'autre par le Service régional de l'inventaire de chaque région (IA).
D'une manière générale le patrimoine du XIXe siècle a été inscrit sur l'inventaire supplémentaire des monuments historiques, à quelques exceptions près ainsi que quelques éléments spécifiques (peintures, objets mobiliers, …) qui ont été classés au titre des monuments historiques.
C'est au XIXe siècle que certaines communautés introduisirent l'orgue dans les synagogues, en engageant un non-juif pour en jouer le Shabath et les fêtes.

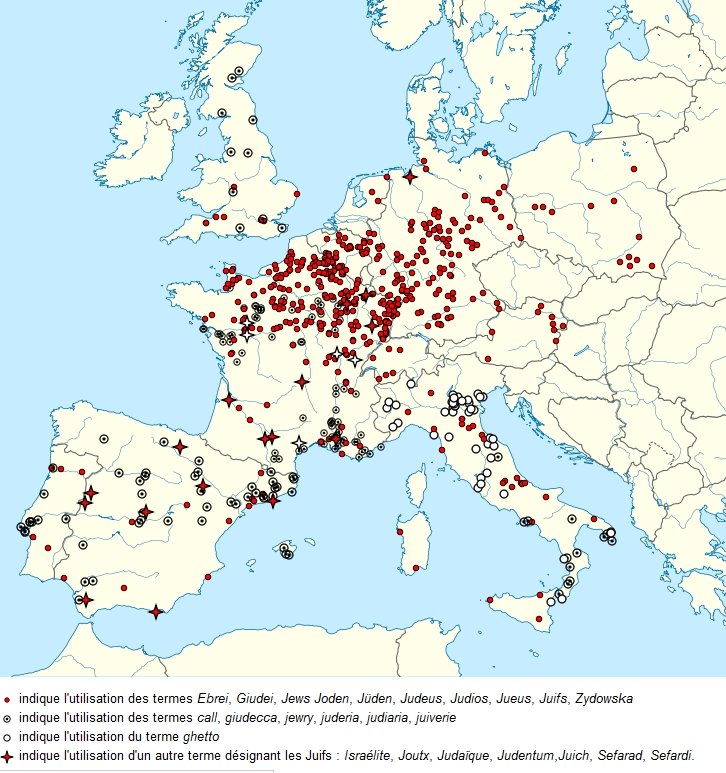
Carte des rues des Juifs (ou équivalents) dans divers pays européens.
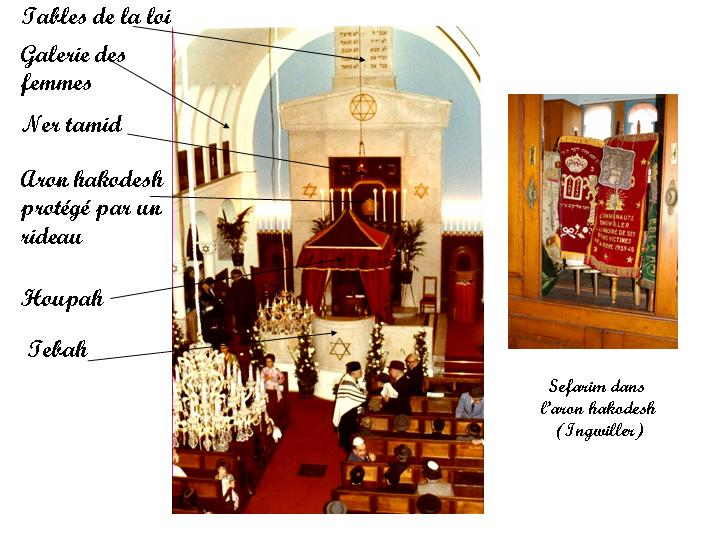
Présentation d'une synagogue (ici synagogue de Neuilly et synagogue d'Ingwiller).
Carte des départements avec le nom des régions.
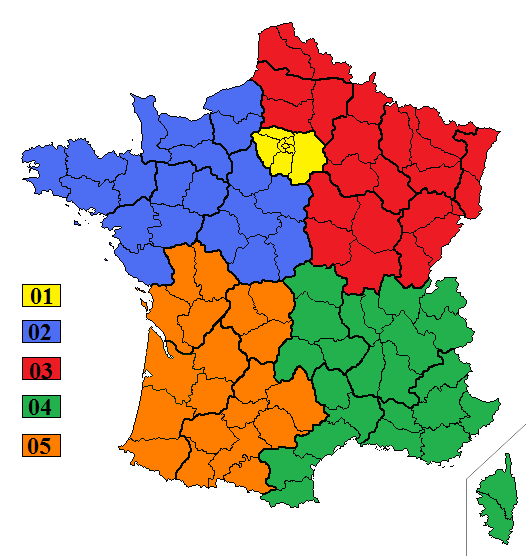
Répartition géographique des inventaires du patrimoine juif en France.

## Introduction
L’appel à la croisade d’Urbain II en 1095 déclenche des persécutions de la part des paysans envers les communautés juives de France et d’Allemagne. Voir : Persécution des Juifs pendant la première croisade.
Il existait de nombreuses synagogues en France pendant les premiers siècles du Moyen Âge. Or, à la suite de la mort de son père survenu le 18 septembre 1180 Philippe II de France, dit Philippe Auguste, roi à quinze ans, est confronté à l'affaiblissement du pouvoir royal. L'une de ses premières décisions est totalement contraire à la politique suivie par son père : l'expulsion des juifs et la confiscation de leurs biens (17 avril 1182) tranche avec la protection que Louis VII avait accordée à la communauté juive. La raison officiellement donnée désigne les juifs responsables de calamités diverses, mais l'objectif réel est surtout de renflouer les caisses royales, bien mal en point en ce début de règne. Ces mesures ne dureront pas : l'interdiction du territoire cesse en 1198, et l'attitude conciliatrice qu'avait adoptée Louis VII redevient bientôt la norme. C'est à cette période que Philippe Auguste fit détruire ou convertir les synagogues en églises.
La question juive a été discutée à plusieurs reprises de 1789 à 1791 par l'Assemblée constituante. La pleine citoyenneté est d'abord accordée aux Juifs du Sud-Ouest et à ceux de la Provence, Avignon et le Comtat-Venaissin et le 28 septembre 1791 à tous les Juifs du royaume. Les dernières lois discriminatoires ne sont abolies que sous la monarchie de juillet (Voir : Juifs et judaïsme en Europe).
Les recherches historiques et documentaires portent de ce fait sur l’ensemble des informations liées à la culture, la mémoire et le patrimoine architectural et mobilier juifs, et à ce qui peut contribuer à illustrer l’histoire du judaïsme. On pourra lister également les monuments Mémoriaux de la Shoah, les éléments de la résistance juive en France, mais sans élargir le débat à toutes les victimes françaises (d’autres articles leur étant consacrés par ailleurs).
Une "Association européenne pour la préservation et la valorisation de la culture et du patrimoine juifs" (AEPJ) fait découvrir les sites juifs au grand public, à savoir entre autres les synagogues, cimetières, bains rituels, musées, quartiers, monuments juifs, notamment par l’organisation annuelle de la journée européenne de la culture juive. L’AEPJ est également chargée de développer et de faire connaître l’"Itinéraire européen du patrimoine juif".

## Région Bretagne
(départements 22-29-35-56)

### Patrimoine juif du Finistère (29)
| Monument  | Commune | Adresse                 | Coordonnées    | Notice | Protection | Date | Illustration |
| --------- | ------- | ----------------------- | -------------- | ------ | ---------- | ---- | ------------ |
| Synagogue | Brest   | 40 rue de la République | à géolocaliser |        |            |      | Synagogue    |

### Patrimoine juif d'Ille-et-Vilaine (35)
| Monument  | Commune | Adresse             | Coordonnées                        | Notice | Protection | Date | Illustration |
| --------- | ------- | ------------------- | ---------------------------------- | ------ | ---------- | ---- | ------------ |
| Synagogue | Rennes  | 5 allée du Mont Dol | 48° 08′ 08″ nord, 1° 39′ 13″ ouest |        |            |      | Synagogue    |

### Patrimoine juif du Morbihan (56)
| Monument                     | Commune | Adresse             | Coordonnées    | Notice | Protection | Date | Illustration               |
| ---------------------------- | ------- | ------------------- | -------------- | ------ | ---------- | ---- | -------------------------- |
| Association culturelle juive | Lorient | 9, rue de la Patrie | à géolocaliser |        |            |      | Image manquante Téléverser |

## Région Centre-Val-de-Loire
(Départements 18-28-36-37-41-45)

### Patrimoine juif de l'Indre (36)
| Monument        | Commune  | Adresse | Coordonnées    | Notice | Protection | Date | Illustration               |
| --------------- | -------- | ------- | -------------- | ------ | ---------- | ---- | -------------------------- |
| La Tour blanche | Issoudun |         | à géolocaliser |        |            |      | Image manquante Téléverser |

### Patrimoine juif du Indre-et-Loire (37)
| Monument  | Commune | Adresse           | Coordonnées                      | Notice         | Protection | Date | Illustration |
| --------- | ------- | ----------------- | -------------------------------- | -------------- | --- | ---- | ------------ |
| Synagogue | Tours   | 37 rue Parmentier | 47° 23′ 04″ nord, 0° 41′ 36″ est | « PA00132567 » | Notice no IA00071233, sur la plateforme ouverte du patrimoine, base Mérimée, ministère français de la Culture, voir aussi Notice no IVR24_86370611, sur la plateforme ouverte du patrimoine, base Mémoire, ministère français de la Culture | 1907 | Synagogue    |

### Patrimoine juif du Loiret (45)
| Monument                                       | Commune           | Adresse                                                                    | Coordonnées                      | Notice | Protection | Date | Illustration |
| ---------------------------------------------- | ----------------- | -------------------------------------------------------------------------- | -------------------------------- | ------ | ---------- | ---- | --- |
| Beaune-la-Rolande (camp de transit)            | Beaune-la-Rolande |                                                                            | à géolocaliser                   |        |            |      | Beaune-la-Rolande (camp de transit) |
| Synagogue                                      | Orléans           | 14 rue de Courtenay                                                        | à géolocaliser                   |        |            |      | Image manquante Téléverser |
| Plaque commémorative en l'honneur de Jean Zay, | Orléans           | sur l'ancien bâtiment du lycée Pothier, aujourd'hui collège Anatole Bailly | 47° 54′ 29″ nord, 1° 54′ 31″ est |        |            |      | Plaque commémorative en l'honneur de Jean ZayJean Zai, Homme politique français : Les hommes qui ne rêvent point la nuit perdent un tiers de leur existence, L’œuvre de Jean Zai |
| Pithiviers (camp de transit)                   | Pithiviers        |                                                                            | à géolocaliser                   |        |            |      | Pithiviers (camp de transit) |

## Région Normandie
(Départements 14-50-61, 27-76)

### Patrimoine juif du Calvados (14)
| Monument                            | Commune           | Adresse                    | Coordonnées                      | Notice | Protection | Date | Illustration               |
| ----------------------------------- | ----------------- | -------------------------- | -------------------------------- | ------ | ---------- | ---- | -------------------------- |
| Synagogue                           | Caen              | 46 avenue de la Libération | 49° 11′ 07″ nord, 0° 21′ 38″ est |        |            |      | Synagogue                  |
| Synagogue                           | Deauville         | 16 ,rue Castor             | à géolocaliser                   |        |            |      | Image manquante Téléverser |
| Villa Strassburger                  | Deauville         |                            | à géolocaliser                   |        |            |      | Image manquante Téléverser |
| Clos des Muriers (ou villa Strauss) | Trouville-sur-Mer |                            | à géolocaliser                   |        |            |      | Image manquante Téléverser |

### Patrimoine juif de l'Orne (61)
| Monument                                          | Commune  | Adresse                                        | Coordonnées    | Notice | Protection | Date | Illustration               |
| ------------------------------------------------- | -------- | ---------------------------------------------- | -------------- | ------ | ---------- | ---- | -------------------------- |
| Plaque commémorative apposée "Place Édith Bonnem" | Alençon, | dans l'enceinte du Lycée Marguerite de Navarre | à géolocaliser |        |            |      | Image manquante Téléverser |
| Prison durant la Seconde Guerre mondiale          | Argentan |                                                | à géolocaliser |        |            |      | Image manquante Téléverser |
| Un patrimoine disparu : Le juif errant.           | Flers    |                                                | à géolocaliser |        |            |      | Image manquante Téléverser |

### Patrimoine juif de Seine-Maritime (76)
| Monument                                             | Commune  | Adresse              | Coordonnées    | Notice         | Protection | Date                                         | Illustration               |
| ---------------------------------------------------- | -------- | -------------------- | -------------- | -------------- | --- | -------------------------------------------- | -------------------------- |
| Synagogue                                            | Elbeuf   | 29 rue Grémont       | à géolocaliser | « PA76000086 » | Voir aussi : Notice no IA00020773, sur la plateforme ouverte du patrimoine, base Mérimée, ministère français de la Culture et Fiche descriptive de la synagogue d’Elbeuf | 2e moitié XIXe siècle - 1er quart XXe siècle | Synagogue                  |
| Bâtiments des usines et ateliers Blin                | Elbeuf   |                      | à géolocaliser | ,              | |                                              | Image manquante Téléverser |
| Synagogue                                            | Le Havre | 38 rue Victor Hugo   | à géolocaliser |                | |                                              | Image manquante Téléverser |
| Synagogue, école                                     | Rouen    | rue aux Juifs        | à géolocaliser | « IA00021879 » | voir aussi « Le monument juif du palais de justice de Rouen », sur Rouen-Histoire                                                                                        | 1re moitié XIIe siècle (?)                   | Image manquante Téléverser |
| Maison sublime et sa situation dans le quartier juif | Rouen    |                      | à géolocaliser |                | |                                              | Image manquante Téléverser |
| Synagogue                                            | Rouen    | rue des Bons-Enfants | à géolocaliser |                | | XXe siècle                                   | Synagogue                  |
| Synagogue                                            | Rouen    | rue Massacre         | à géolocaliser | « IA00022088 » | | XIe siècle ; XIIe siècle                     | Image manquante Téléverser |

## Région Pays-de-la-Loire
(Départements 44-49-53-72-85) 

### Patrimoine juif de Loire-Atlantique (44)
| Monument                                 | Commune | Adresse              | Coordonnées                        | Notice         | Protection | Date       | Illustration                             |
| ---------------------------------------- | ------- | -------------------- | ---------------------------------- | -------------- | ---------- | ---------- | ---------------------------------------- |
| A.C.I. et Synagogue Centre Communautaire | Nantes  | 5 Impasse Copernic   | 47° 12′ 56″ nord, 1° 33′ 57″ ouest |                |            |            | A.C.I. et Synagogue Centre Communautaire |
| Maison                                   | Nantes  | 7 rue de la Juiverie | 47° 12′ 32″ nord, 1° 31′ 31″ ouest | « PA00108753 » | classée    | XVe siècle | Maison                                   |

### Patrimoine juif de Maine-et-Loire (49)
| Monument                       | Commune | Adresse                         | Coordonnées    | Notice | Protection | Date | Illustration                   |
| ------------------------------ | ------- | ------------------------------- | -------------- | ------ | ---------- | ---- | ------------------------------ |
| Synagogue désacralisée en 2013 | Angers  | 12 rue Valdemaine               | à géolocaliser |        |            |      | Image manquante Téléverser     |
| Synagogue nouvelle depuis 2013 | Angers  | 1 place du Tertre Saint Laurent | à géolocaliser |        |            |      | Synagogue nouvelle depuis 2013 |

### Patrimoine juif de la Sarthe (72)
| Monument  | Commune | Adresse              | Coordonnées    | Notice | Protection | Date | Illustration               |
| --------- | ------- | -------------------- | -------------- | ------ | ---------- | ---- | -------------------------- |
| Synagogue | Le Mans | 6 boulevard Paixhans | à géolocaliser |        |            |      | Image manquante Téléverser |